# بيسي جيبسون
بيسي جيبسون (بالإنجليزية: Elizabeth Dickson Gibson)‏ هي رسامة أسترالية، ولدت في 16 مايو 1868، وتوفيت في 1961 في بريزبان في أستراليا.